# Halticoptera daci
Halticoptera daci är en stekelart som beskrevs av Filippo Silvestri 1914. Halticoptera daci ingår i släktet Halticoptera och familjen puppglanssteklar.
Artens utbredningsområde är:
- Eritrea.
- Italien.

Inga underarter finns listade i Catalogue of Life.